# كريس ساراندون
كريس ساراندون (بالإنجليزية: Chris Sarandon) (و. 1942  م) هو ممثل أفلام، وممثل مسرحي، وممثل تلفزي، ومؤدي أصوات أمريكي، ولد في بيكلي.

## التعليم
تعلم في جامعة وست فرجينيا، والجامعة الكاثوليكية الأمريكية.

## وصلات خارجية
- كريس ساراندون على موقع IMDb (الإنجليزية)
- كريس ساراندون على موقع روتن توميتوز (الإنجليزية)
- كريس ساراندون على موقع ألو سيني (الفرنسية)
- كريس ساراندون على موقع تيرنر كلاسيك موفيز (الإنجليزية)
- كريس ساراندون على موقع أول موفي (الإنجليزية)
- كريس ساراندون على موقع قاعدة بيانات برودواي على الإنترنت (الإنجليزية)
- كريس ساراندون على موقع قاعدة بيانات الأفلام السويدية (السويدية)
- كريس ساراندون على موقع إن إن دي بي (الإنجليزية)
- كريس ساراندون على موقع ديسكوغز (الإنجليزية)
- كريس ساراندون على موقع قاعدة بيانات الفيلم (الإنجليزية)